# محمد العبدلي
محمد بن سعد العبدلي (1946 - 7 فبراير 2020) مواليد مدينة الطائف، لاعب كرة قدم سابق في النصر والمنتخب السعودي. يلعب محمد العبدلي في مركز الهجوم، وامتدت مسيرته الكروية لمايقارب الـ15 عاماً، سجل خلالها أكثر من 300 هدف رسمي وودي مع النادي والمنتخب. وهو يعد ثاني أفضل مهاجم في تاريخ نادي النصر بعد ماجد عبد الله، وأول هداف لأول بطولة دوري سعودي عام 1975م-1395هـ.

## بدايته الكروية
اختلف المؤرخون حول بدايته الكروية, حيث يقول المؤرخ المعروف أمين ساعاتي أن النصر خطفه قبل أن يهديه الاهلي للهلال بطريقة لم تكن قانونية، فيما يقول المهتم بتدوين التاريخ الرياضي خالد الدوس أن اللاعب لم يلقَ الاهتمام بالاهلي فعاد للطائف ومن ثم قدمه أحد المحبين لنادي النصر وتم تسجيله هناك.
يقول أمين ساعاتي: في النصف الثاني من عقد الثمانينيات الهجرية كنت أقضى «الويكند» في ربوع الطائف المأنوس، وذهبنا في العصر لمشاهدة إحدى مباريات فرق الساحات الشعبية، وكان من بين اللاعبين لاعب يدعى محمد سعد العبدلى، وأثناء اللعب دنت كرة لمحمد سعد أمام مرمى خصمه فوضع في الكرة كل قوته، وقذف بها في أحشاء حارس المرمى الذي أمسك الكرة وسقط على الأرض مغشياً عليه، وعبثاً حاول زملاؤه إفاقته ولكنه لم يفق وظن اللاعبون بأنه فاقد الوعي، وبدأ الهلع يدب في أوصال اللاعبين وتصايحوا إسعاف.. إسعاف، وأسرع أحد أصدقائه وهرول بسيارته إلى داخل الملعب وحمل حارس المرمى المغشي عليه وذهب به إلى مستشفي الملك فيصل العام بالطائف، وهناك فوجئ اللاعبون بأن زميلهم قد فارق الحياة، ووقف الجميع في حالة ذهول وطلبوا البوليس للوقوف على الحالة التي لم تعد حالة رياضية، بل أضحت في الواقع حالة جنائية وقعت في الملاعب الرياضية ولأنها حالة جنائية ألقي القبض على محمد سعد، وظل رهن التحقيق في شرطة الطائف.
وفي اليوم التالي كتبت الصحف عن محمد سعد وعن القوة التي يتمتع بها في ضرباته الساحقة، وفي ضحى اليوم التالي كان الأهلاويون في الطائف يساعدون في حل مشكلة النجم الواعد محمد سعد الذي قدمته الصحافة كنجم صاحب الضربة القاتلة، وفعلاً انتهت المشكلة بالتسوية مع أهل الفقيد، ثم نزل محمد سعد إلى جدة ووقع في سجلات النادي الأهلي بجدة.. ولكن يبدو أن محمد سعد لم ينسجم مع الأهلاويين، وأخذ يتغيب عن التمارين ويتمرد على الأهلي، وأمام هذه المشكلة فكروا أن يهدى بطاقة محمد سعد لنادي الهلال بالرياض في مقابل أن يحصل على بطاقة محمد مطر (الكبش)، وكانت الأجواء بين الأهلي والهلال عامرة بالتفاهم والمودة، وكنت أنا على سفر إلى الرياض للالتحاق بدورات في معهد الإدارة العامة فطلب منى أن أسلم أوراق محمد سعد يداً بيد إلى الأستاذ عبد الرحمن بن سعيد، وفعلاً سلمت أوراق محمد سعد يداً بيد إلى الأستاذ ابن سعيد وسجل الكبش للأهلي، واستعد الهلال لتسجيل محمد سعد في سجلاته، ولكن المفاجأة أن محمد سعد لم يسجل في الهلال، فقد قام كوماندوز من النصر بطرق باب الشقة التي استأجرها الهلال لمحمد سعد ودعوه إلى زيارة النادي، وفعلاً ذهب محمد سعد في منتصف الليل إلى نادى النصر والتقاه الأمير عبد الرحمن بن سعود وتم الاتفاق على التسجيل للنصر وليس للهلال.
أما خالد الدوس فيقول: انضم في بداياته الرياضية لفريق المصيف أحد أندية الطائف ومثله شبلاً ولم يستمر طويلا معه وبعد دمج المصيف مع فريق ثقيف والتضامن تحت مسمى فريق عكاظ.
ثم انتقل برفقة والده لعروس البحر الأحمر والتحق بتدريبات الفريق الأهلاوي مطلع عقد الثمانينيات ولكنه لم يحظ باهتمام الأهلاويين لإبراز إمكاناته الفنية الكامنة لوجود مهاجمين كبار آنذاك كعمر راجخان والوصلة وكلجة.. فعاد مرة أخرى لمسقط رأسه (الطائف) لينضم لفريق الأمير ممدوح بن سعود الذي كونه «بالحوية» في الوقت الذي كان فيه جلالة الملك سعود يرحمه الله يقضي فترة الصيف بالمحافظة برفقة أبنائه.
وبعد أن شاهد رمز النصر الأمير عبد الرحمن بن سعود مستواه عن كثب عرض عليه فكرة الانضمام للفريق الأصفر.. بيد أن والده رفض انتقال ابنه للمنطقة الوسطى نظراً لصغر سنه (17 عاماً) فمكث في الطائف موسمين وعقب وفاة والده انتقل للعاصمة الرياض في أوائل سنة 1385هـ ليلتحق بصفوف نادي النصر وذلك بتأثير قوي ومباشر من الأمير عبد الرحمن بن سعود والأمير ممدوح بن سعود.

## مسيرته مع النصر
ظهرت موهبة العبدلي كمهاجم بارع لا يختلف عليه اثنان في هذا النادي ووجد الفرصة لتمثيله على مستوى الفريق الأول رغم صغر سنه في أول لقاء يمثل به فريقه عقب تسجيله ب4 أيام فقط وكان ذلك ضد فريق الهلال ضمن لقاءات الدوري الذي كسبه فريق النصر ب3/1 حيث تمكن اللاعب محمد سعد العبدلي من احراز هدفين وصنع الهدف الثالث لزميله المهاجم الراحل أحمد الدنيني يرحمه الله، وجاء هذا النجاح المبكر ليعزز حظوظه في فرض اسمه واحتكار مركزه في خط الهجوم رغم وجود عدد من المهاجمين الجيدين آنذاك كميزر أمان وناصر كرواش وأحمد الدنيني, ويُعتبر محمد سعد العبدلي هو ثاني أكبر هدافي ديربي الرياض بتسجيله 18 هدفًا في مرمى الهلال بعد ماجد عبد الله الذي سجل 21 هدف.
ويعد المهاجم الدولي الكبير محمد سعد العبدلي من الأسماء اللامعة بالخارطة النصراوية التي ساهمت وبفاعلية مطلقة في رسم ملامح العديد من الإنجازات الذهبية ولعل أبرزها.. كأس الشهداء )فلسطين( على مستوى المنطقة الوسطى عام 1389ه وكأس ولي العهد عام 1393ه وكأس الملك لموسمي 1394ه - 1396ه بجانب بطولة أول دوري يقام على مستوى المملكة وصنفت على ضوئه الأندية إلى درجتين في عام 1395ه وحقق فيها محمد سعد العبدلي هداف الدوري برصيد 13 هدف.

## مسيرته مع المنتخب
أما مشواره مع المنتخبات فقد انضم لمنتخب الوسطى في بطولة كأس المصيف بالطائف لمنتخبات المناطق في النصف الثاني من عقد الثمانينيات ثم التحق بصفوف منتخب المملكة الأول في أواخر تلك من الحقبة الفارطة.
وشارك في العديد من اللقاءات الودية والحبية.. في حين بدأ مشواره مع الأخضر رسمياً في مطلع الحقبة التسعينية حيث لعب في دورة الخليج الأولى في البحرين عام 1970م نال لقب أول لاعب سعودي يحرز هدفاً في دورات الخليج في لقائها الأول الذي جمع منتخبنا الوطني بشقيقه منتخب الكويت وانتهى لصالح الكويت ب3/1.
ثم شارك أيضاً في دورة الخليج الثا نية بالرياض 1972م ومن أبرز مقومات ومؤهلات النجاح التي حملها هذا المهاجم العملاق في حقيبته الهجومية قدرته التهديفية البارعة وسرعة التصرف بالملعب وامتلاكه لقدم قوية يجيد بها فن التصويب من مسافات بعيدة علاوة على ذلك هدوؤه التام الذي يعد بالتأكيد أحد أسرار تفوقه ، فقد كان اللاعب الوحيد من أبناء جيله الذي تعرض لجل أساليب الضرب والتهديد والبصق داخل أرض الملعب من قبل بعض المدافعين أرباب النفوس الضعيفة للحد من خطورته فكان رده قاسيا على هؤلاء وبلغة الأهداف التي وصل عددها لأكثر من 300 هدف كانت محصلة تجربته الكروية الطويلة في الملاعب.
وبالمقابل استمر المهاجم الدولي الأسمر محمد سعد العبدلي في ميدان المنافسة حتى أوائل عقد الثمانينيات الميلادية.

## اعتزاله
أعلن  محمد العبدلي  اعتزاله وهجر الكرة عشية أن داهمته الإصابة في أكثر من مكان ليودع الملاعب الرياضية عام 1400هـ على مضض بعد مشوار طويل كان حافلاً بالانتصارات الذهبية والإنجازات الرفيعة.
ولأنه مهاجم غير عادي فقد حظي محمد سعد بتكريم مطلق من الإدارة النصراوية التي احاطته بسياج الوفاء والتقدير حيث أقيم له حفل اعتزال جمع النصر بأحد الفرق البرازيلية وشارك فيه عدد من زملائه اللاعبين من الأندية الأخرى فرحل عن الملاعب.. ولكن اسمه ظل محفوراً في الأذهان والوجدان بعطائه الرفيع وسمعته الطيبة.

## اسهاماته مع النصر
- الفوز في بطولة الدوري العام ست مرات اعوام 1388 و1389 و1390 و1391 و1392 و1393هـ
- الفوز بالدوري التصنيفي مرة 1395هـ
- الفوز بكأس شهداء فلسطين عام 1389هـ
- الفوز ببطولة الشرقية مرتين عام 1391 و1392هـ
- الفوز بكاس ولي العهد مرتين اعوام 1393 و1394هـ
- الفوز بكأس الملك مرتين عام 1394 و1396
- الفوز بالدوري الممتاز عام 1400

## وصلات خارجية ومصادر
- مقال خالد الدوس: محمد سعد العبدلي صنع للنصر أبرز إنجازاته في عقد التسعينيات
- أمين ساعاتي: النصر سرق العبدلي من الهلال
- هدافي ديربي الرياض بين النصر والهلال